# الکساندر میلن، بارونت اول
الکساندر میلن، بارونت اول (انگلیسی: Sir Alexander Milne, 1st Baronet; ۱۰ نوامبر ۱۸۰۶ – ۲۹ دسامبر ۱۸۹۶) افسر نیروی دریایی سلطنتی بریتانیا بود. او به عنوان کاپیتان در ایستگاه آمریکای شمالی و هند غربی، برای دستگیری تاجران برده و انجام وظایف حفاظت از شیلات استخدام شد. او به عنوان یک لرد دریایی جوان در دولت‌های لیبرال و محافظه‌کار خدمت کرد و در طول جنگ کریمه مسئول سازماندهی حمل و نقل‌های بریتانیا و فرانسه شد.
او فرمانده ایستگاه آمریکای شمالی و هند غربی شد و در این نقش، به ویژه در پاسخ به ماجرای ترنت در ۸ نوامبر ۱۸۶۱ در طول جنگ داخلی آمریکا، با دیپلماسی عمل کرد، زمانی که ناو یو اس اس سن جاسینتو، به فرماندهی کاپیتان اتحادیه چارلز ویلکس، بسته پستی بریتانیایی آرام‌اس ترنت را رهگیری و دو دیپلمات کنفدراسیون، جیمز میسون و جان اسلایدل را به عنوان کالای قاچاق جنگی از آنجا خارج کرد. 
وی در ژوئیه ۱۸۶۶ در سومین دوره وزارت دربی-دیزرائیلی، لرد اول نیروی دریایی شد و در این نقش از تمرکز دولت بر کاهش هزینه‌ها برای پرسیدن سوالات اساسی در مورد استراتژی دریایی استفاده کرد.  او در نوامبر ۱۸۷۲، در اولین دوره وزارت گلدستون، دوباره به عنوان لرد اول نیروی دریایی منصوب شد و در دوره دومین دوره وزارت دیزرائیلی نیز در این سمت باقی ماند و نیاز مبرم به حفاظت از تجارت در زمان جنگ را تشخیص داد و خواستار ساخت رزم‌ناوهای جدید برای حفاظت از کشتی‌های تجاری بریتانیا شد.